# Вильгельм Генрих (князь Нассау-Саарбрюккена)
Вильгельм Генрих Нассау-Саарбрюккенский (нем. Wilhelm Heinrich von Nassau-Saarbrücken; 6 марта 1718, Узинген — 24 июля 1768, Саарбрюккен) — князь Нассау-Саарбрюккена в 1741—1768 годах.

## Биография
Вильгельм Генрих — второй сын князя Вильгельма Генриха Нассау-Узингенского и принцессы Шарлотты Амалии Нассау-Дилленбургской. Отец Вильгельма Генриха умер за несколько недель до его рождения. Опекуном над Вильгельмом Генрихом была назначена его мать, обеспечившая ему разностороннее образование и кальвинистское воспитание. В 1730 и 1731 годах Вильгельм Генрих вместе с братом Карлом обучался в Страсбургском университете и брал частные уроки. Предположительно некоторое время учился в Женевском университете. Гран-тур привёл Вильгельма Генриха во Францию ко двору Людовика XV, который в 1737 году назначил его командиром французского кавалерийского полка, сформированного исключительно из эльзасских немцев.
После смерти матери в 1738 году до 1741 года его опекуном являлся старший брат Карл. По достижении совершеннолетия братья разделили владения: Карл остался на правом берегу Рейна в Нассау-Узингене, а Вильгельм Генрих получил Саарбрюккен на левом берегу. Под его властью в самом маленьком государстве в составе Священной Римской империи на 12 кв. милях проживало 22 тыс. человек. Вскоре после прихода к власти князь Вильгельм Генрих вместе со своим немецким полком на французской службе принял участие в сражениях Войны за австрийское наследство. Находясь в 1742 году во Франкфурте на торжествах по случаю коронации императора Карла VII, князь Вильгельм Генрих продал свой полк ландграфу Людвигу IX Гессен-Дармштадтскому, а также познакомился со своей будущей супругой принцессой Софией Эрбахской.
В 1744 году князь Вильгельм Генрих был назначен лагерным маршалом и командиром нового французского кавалерийского полка из Нассау-Саарбрюккена и далее воевал в Войну за австрийское наследство под началом графа Морица Саксонского. Принял участие в походе французов во Фландрию. В 1745 году князь Вильгельм Генрих возглавил новый нассау-саарбрюккенский пехотный полк, который затем в 1758 году передал брату Карлу. В конце войны в 1748 году князь Вильгельм Генрих получил звание генерал-лейтенанта.
Нассау-Саарбрюккен поддерживал тесные связи с большим соседом Францией. Князь часто бывал в Париже, где удостаивался вопреки традициям того времени военных почестей. В 1759 году во время Семилетней войны князь Вильгельм Генрих был награждён большим крестом французского ордена Военных заслуг.
Князь провёл в своих владениях реформы управления и юстиции, отделив их друг от друга и вёл камералистскую экономическую политику. Он внедрял единое налогообложение и современный учёт по австрийскому образцу. При нём стали применяться современные методы в сельском хозяйстве, распространилось картофелеводство и борьба с вредителями. Князь также уделял внимание разработкам каменного угля и литейному производству. Угольные карьеры были национализированы, а металлургические производства переданы в аренду. Таким образом к середине XVIII века князю Вильгельму Генриху удалось создать доиндустриальную основу для последующего интенсивного развития Саарского региона. Несмотря на увеличение размеров налогов и поступления от аренды бюджет Нассау-Саарбрюккена не наполнялся из-за высоких расходов на строительство.
Придя к власти в Саарбрюккене, князь Вильгельм Генрих с семьёй и ещё несколькими другими дворянскими семействами переехал из Узингена в Саарбрюккен и со всем рвением принялся за его благоустройство. Пострадавший в Тридцатилетнюю и Франко-испанскую войны город благодаря князю Вильгельму Генриху и его архитектору Иоахиму Фридриху Штенгелю был отстроен заново и превратился в барочную резиденцию. Наследнику Вильгельма Генриха Людвигу досталась пустая казна.

## Семья
28 февраля 1742 года князь Вильгельм Генрих женился в Эрбахе на принцессе Софии (1725—1795), дочери графа Георга Вильгельма Эрбахского. У супругов родились:
- София Августа (1743—1745)
- Людвиг (1745—1794), князь Нассау-Саарбрюккена
- Фридрих Август (1748—1750)
- Анна Каролина (1751—1824), замужем за герцогом Фридрихом Генрихом Гольштейн-Зондербург-Глюксбургским, затем за герцогом Фридрихом Карлом Брауншвейг-Бевернским
- Вильгельмина Генриетта (1752—1829), замужем за маркизом Луи Арманом де Селье